# Exército de Madras
O Exército de Madras foi o exército da Presidência de Madras, uma das três Presidências da Índia britânica, pertencente ao império britânico. Os exércitos presidenciais, assim como as próprias presidências, pertenceram à Companhia Britânica das Índias Orientais até a Revolta dos Sipaios em 1857, quando a coroa britânica tomou o comando das três presidências. No fim das contas, todos os três exércitos foram reunidos no Exército da Índia Britânica.

## Instituição e história

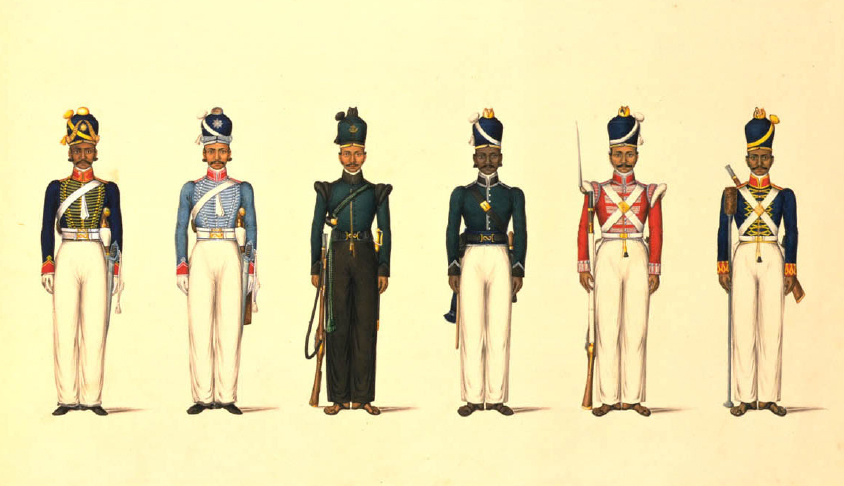
Esquerda para direita, Artilharia Montada de Madras, Cavalaria Leve de Madras, Corporação de Rifles de Madras, Exploradores de Madras, Infantaria Nativa de Madras, e Artilharia Desmontada de Madras, 1830

O exército de Madras da Companhia Britânica das Índias Orientais surgiu da necessidade de proteger os interesses comerciais da companhia. Eram na maioria soldados sem treinamento munidos de armas. O ataque francês à Madras em 1746, e a consequente captura da cidade fez os britânicos mudarem de política. Em 1757, cem anos antes do surgimento de Mangal Pandey, os ingleses decidiram aumentar o número de tropas bem treinadas para conduzir operações, conquistar territórios e forçar alianças com os reis locais.
As tropas militares organizadas de qualquer forma foram mais tarde combinadas em batalhões com oficiais indianos comandando tropas locais. Uma das primeiras batalhas importantes travadas por essas tropas foi a Batalha de Wandiwash, em 1760. As tropas foram muito elogiadas pela sua firmeza sob fogo inimigo.  Algum tempo antes, boa parte da tropa havia sido enviada à Bengala com o jovem comandante Robert Clive, que fez história e uma fortuna pessoal após a Batalha de Plassey.

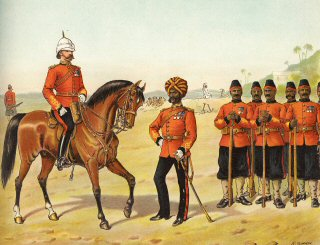
Os Sapadores e Mineiros reais do exército de Madras, 1896

Os oficiais do exército de Madras no começo de sua história tinham conhecimento dos costumes locais dos soldados, dos rituais das castas, vestimenta e hierarquia social. Alguns líderes latifundiários se juntaram ao Exercito de Madras, um dos quais é conhecido como Mootoo (Muthu) Nayak, pertencente à nobreza de Madura. Como o exército expandiu e novos oficiais vieram a ele, a maioria pertencente à Companhia, o estilo de liderança e o cuidado com os homens mudaram para pior. O mais famoso incidente no Exército foi o motim de Vellore. A pilhagem era uma atividade organizada entre os oficiais da Companhia. Lorde Wellesley, mais tarde Duque de Wellington, estava na batalha de Shrirangapattana. Com o passar do tempo, ele estipulou a quota de cada oficial e sipaio ao saque do soberano Tipu do Mysore após sua morte. A derrota de Hyder Ali e a morte de Tipu com o grandioso saque de Shrirangapattana irritou os indianos de todas as classes. Após a morte do Sultão Tipu, seus dois filhos ficaram sob custódia dos Britânicos no Forte Vellore.
Em 1830, o Exército de Madras era uma força militar profissional cujo uso em campanhas de segurança nacional se tornou parte da rotina de operações dos Governos Presidenciais. O Exército era uma grande, moderna (para os anos 1830), força militar organizada para defender o Estado contra inimigos externos e internos. Os oficiais britânicos eram conscientes das forças e fraquezas naturais de um exército multiétnico que não podia apelar para o patriotismo. O Exército deliberadamente tentou superar suas fraquezas através de muitos programas, como encorajar os oficiais a estudar as línguas asiáticas e prover um cuidado “paternalista” aos sipaios e suas famílias.  Era organizado para dar suporte à administração cívica, mantendo a segurança, a ordem e a tranqüilidade. A campanha de 1832-1833 no distrito de Visakhapatnam incluiu de quatrocentas a oitocentas tropas em perseguição a duas facções rebeldes, a maior delas conhecida como tendo de setecentas a oitocentas. Em qualquer ocasião que as tropas trouxessem os rebeldes a confronto, a superioridade em disciplina e treinamento do Exército de Madras garantia-lhe a vitória.

### Infantaria Nativa de Madras
- 1º Regimento Nativo de Infantaria de Madras
- 2º Regimento Nativo de Infantaria de Madras
- 3º Regimento Nativo de Infantaria de Madras Infantaria Leve de Palamcottah
- 4º Regimento Nativo de Infantaria de Madras
- 5º Regimento Nativo de Infantaria de Madras
- 6º Regimento Nativo de Infantaria de Madras
- 7º Regimento Nativo de Infantaria de Madras
- 8º Regimento Nativo de Infantaria de Madras
- 9º Regimento Nativo de Infantaria de Madras
- 10º Regimento Nativo de Infantaria de Madras
- 11º Regimento Nativo de Infantaria de Madras
- 12º Regimento Nativo de Infantaria de Madras
- 13º Regimento Nativo de Infantaria de Madras
- 14º Regimento Nativo de Infantaria de Madras
- 15º Regimento Nativo de Infantaria de Madras
- 16º Regimento Nativo de Infantaria de Madras
- 17º Regimento Nativo de Infantaria de Madras
- 18º Regimento Nativo de Infantaria de Madras
- 19º Regimento Nativo de Infantaria de Madras
- 20º Regimento Nativo de Infantaria de Madras
- 21º Regimento Nativo de Infantaria de Madras
- 22º Regimento Nativo de Infantaria de Madras
- 23º Regimento Nativo de Infantaria de Madras Infantaria Leve de Walajabad
- 24º Regimento Nativo de Infantaria de Madras
- 25º Regimento Nativo de Infantaria de Madras
- 26º Regimento Nativo de Infantaria de Madras
- 27º Regimento Nativo de Infantaria de Madras
- 28º Regimento Nativo de Infantaria de Madras
- 29º Regimento Nativo de Infantaria de Madras
- 30º Regimento Nativo de Infantaria de Madras
- 31º Regimento Nativo de Infantaria de Madras Infantaria Leve de Tiruchirappalli
- 32º Regimento Nativo de Infantaria de Madras
- 33º Regimento Nativo de Infantaria de Madras
- 34º Regimento Nativo de Infantaria de Madras Infantaria leve de Chicacole
- 35º Regimento Nativo de Infantaria de Madras
- 36º Regimento Nativo de Infantaria de Madras
- 37º Regimento Nativo de Infantaria de Madras
- 38º Regimento Nativo de Infantaria de Madras
- 39º Regimento Nativo de Infantaria de Madras
- 40º Regimento Nativo de Infantaria de Madras
- 41º Regimento Nativo de Infantaria de Madras
- 42º Regimento Nativo de Infantaria de Madras
- 43º Regimento Nativo de Infantaria de Madras
- 44º Regimento Nativo de Infantaria de Madras
- 45º Regimento Nativo de Infantaria de Madras
- 46º Regimento Nativo de Infantaria de Madras
- 47º Regimento Nativo de Infantaria de Madras
- 48º Regimento Nativo de Infantaria de Madras
- 49º Regimento Nativo de Infantaria de Madras
- 50º Regimento Nativo de Infantaria de Madras
- Corporação de Rifles de Madras

### Infantaria europeia de Madras
- 1º Regimento de Fuzileiros (europeus) de Madras
- 2º Regimento de Infantaria Leve de Madras (europeus)
- 3º Regimento de Infantaria de Madras (europeus)

### Cavalaria leve de Madras
- 1º Regimento de Cavalaria Leve de Madras
- 2º Regimento de Cavalaria Leve de Madras
- 3º Regimento de Cavalaria Leve de Madras
- 4º Regimento de Cavalaria Leve de Madras
- 5º Regimento de Cavalaria Leve de Madras
- 6º Regimento de Cavalaria Leve de Madras
- 7º Regimento de Cavalaria Leve de Madras
- 8º Regimento de Cavalaria Leve de Madras

### Artilharia
- Artilharia Europeia Desmontada de Madras
- Artilharia Nativa Desmontada de Madras – Batalhão Golundanze
- Artilharia Montada de Madras

### Engenheiros
- Corporação de Sapadores de Mineiros de Madras

## Sob o Raj Britânico

### Após o motim
O Exército da Presidência de Madras permaneceu quase não afetado pelo Motim Indiano de 1857-1858. Em contraste com o Exército de Bengala, maior que o de Madras, onde apenas doze de oitenta e quatro regimentos de infantaria e cavalaria se amotinaram ou foram dispensados, todos os cinquenta e dois regimentos da Infantaria Nativa de Madras permaneceram leais e passaram ao novo Exército Indiano, quando o governo da Coroa Britânica substituiu o da Companhia Britânica das Índias Orientais. Quatro regimentos dos Regimentos de Cavalaria Leve de Madras e Baterias de Artilharia de Madras realmente desapareceram na reorganização pós-motim de todos os três Exércitos das Presidências. Os Fuzileiros de Madras (um regimento de infantaria formado por europeus recrutados pela Companhia Britânica das Índias Orientais a serviço na Índia) foram transferidos para o Exército Regular Britânico.
Os regimentos de Madras atuaram também na Segunda Guerra da China (1857-60), na Terceira Guerra da Birmânia (1885-87), no Egito em 1882 e na Primeira Guerra do Sudão (1884-85).

### Fim do exército separado de Madras
Em 1895 os três exércitos das presidências foram abolidos e o Exército da Índia foi dividido em quatro comandos, cada um comandado por um tenente-general. Esses englobaram Madras (incluindo Birmânia), Punjabe (incluindo a fronteira do nordeste), Bengala e Bombaim (estado) (incluindo Aden).

### Dispensa dos Regimentos de Infantaria de Madras
Enquanto o Exército de Madras continuou a existir como um entidade à parte até o fim de 1895, doze dos Regimentos de Infantaria Nativa de Madras foram dispensados entre 1862 e 1864. Mais oito tiveram o mesmo destino em 1882, três entre 1902 e 1904, duas em 1907 e quatro em 1922. O remanescente foi dispensado entre 1923 e 1933, deixando a altamente respeitada unidade de Sapadores e Mineiros de Madras como a única unidade de Madras no Exército Indiano até que um novo Regimento de Madras fosse criado em 1942, durante a Segunda Guerra Mundial. Ambos esses dois regimentos continuam a existir no exército indiano atual.
No fim do século XIX, a redução gradual do recrutamento em Madras para o Exército Indiano em favor dos Sikhs, Rajputs, Dogras e mussulmanos do Punjabe foi justificada pelo general Frederick Roberts. Ele alegava que os longos períodos de paz inatividade armada no sul da Índia tornaram os soldados de infantaria de Madras inferiores aos de Raça Marcial do norte. Os historiadores militares John Keegan e Philip Mason alegam que sob o sistema "impermeável" dos Exércitos Presidenciais, os regimentos de Madras tiveram pouca oportunidade de atuar nas batalhas da fronteira noroeste. Consequentemente os mais ambiciosos e competentes oficiais britânicos do Exército Indiano optaram pelo serviço no Punjabe e em outras unidades do norte, acarretando na eficiência do Exército de Madras.

## Lista dos comandantes-em-chefe
- Major Stringer Lawrence (1746-49)
- Captain Rodolphus de Gingens (1749-52)
- Stinger Lawrence (2º mandato) (1752-54)
- Tenente-Coronel John Adlercron (1754-57)
- Tenente-Coronel Stringer Lawrence (3º mandato) (1757-59)
- Coronel Eyre Coote (1759-61)
- Major-General Stringer Lawrence (4º mandato) (1761-66)
- James Hope Grant (1861-64)
- John Caspard Lee Marchant (1864-67)
- William Anson McCleverty (1867-71)
- Frederick Haines (1871-75)
- Neville Bowles Chamberlain (1875-80)
- Frederick Roberts (1880-85)
- Charles George Arbuthnot (1885-90)
- James Charlemagne Dormer (1890-91)
- Charles Mansfield Clarke (1891-95)

## Veja também

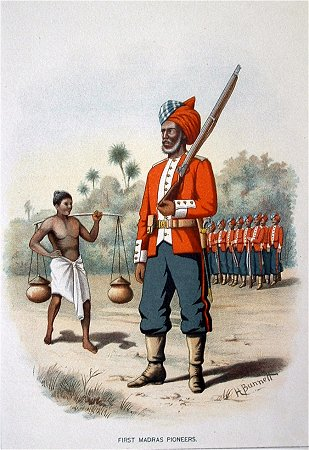
The 1st Madras Pioneers, c. 1890